# Thongchai Kuenkhunthod
Thongchai Kuenkhunthod (* 10. September 1983) ist ein thailändischer Fußballspieler.

## Karriere
Thongchai Kuenkhunthod stand bis Ende 2014 beim PTT Rayong FC unter Vertrag. Wo er vorher gespielt hat, ist unbekannt. Der Verein aus Rayong spielte in der höchsten thailändischen Liga, der Thai Premier League. Für PTT spielte er 15-mal in der ersten Liga. Am Ende der Saison musste er mit dem Verein in die zweite Liga absteigen. Nach dem Abstieg wurde sein Vertrag nicht verlängert. Wo er von 2015 bis Mitte 2022 gespielt hat, ist unbekannt. Ende August 2022 verpflichtete ihn der Drittligist Inter Bangkok FC. Mit dem Verein aus Pathum Thani spielte er sechsmal in der Bangkok Metropolitan Region der Liga. Am Ende der Saison wurde sein Vertrag nicht verlängert.
Seit Sommer 2023 ist Thongchai Kuenkhunthod vertrags- und vereinslos.